# Lac Qinghai
Pour les articles homonymes, voir Qinghai (homonymie).
Le lac Qinghai (prononcé [tɕʰiŋ.xaɪ] ; chinois : 青海湖 ; pinyin : qīnghǎi hú ; EFEO Thsing-haï, littéralement : « mer bleue »,  appelé Tso Ngönpo en tibétain : མཚོ་སྔོན་པོ་, Wylie : mtsho-sngon-po, pinyin tibétain : Co Ngoinbo, THL : Tso Ngönpo), est le plus grand lac de Chine, situé à 3 266 m d’altitude au nord du plateau tibétain.
Il se trouve pour sa rive sud dans le xian de Gonghe de la préfecture autonome tibétaine de Hainan et pour sa rive nord dans les xians de Haiyan et de Gangca de la préfecture autonome tibétaine de Haibei de la province du Qinghai, à laquelle il a donné son nom et dont la capitale, Xining, est située à 180 km à l'est du lac.

## Géographie
C'est un lac d'altitude, situé à 3 266 m au-dessus de niveau de la mer et totalement recouvert de glace en hiver. Il est situé dans une cuvette au nord-est du plateau tibétain, dans l'Amdo, l'une des trois régions traditionnelles du Tibet. Vingt-trois rivières et ruisseaux se vident actuellement dans le lac, alors qu'il y en avait plus d'une centaine dans les années 1960. Il mesure entre 4 635 km2 et 5 694 km2 selon les sources ; sa superficie, variant selon la saison, diminue constamment depuis des années. Sa circonférence est de 360 km. 
C'est un lac de soude, d'eau salée, entouré de terres cultivées par des paysans ou exploitées pour le pâturage ou le sel. C'est aussi un site écologique important et un lieu de nidification pour de nombreuses espèces d'oiseaux. C'est aussi le plus grand lac salé de la Chine, et, comme de nombreux autres lacs sacrés, il est le lieu de pèlerinage de nombreux pèlerins qui en font le tour.

## Caractéristiques
- Superficie : 4 400 – 4 583 km² (le lac se vide et son niveau varie saisonnièrement)
- Profondeur moyenne : 21 m
- Profondeur maximale : 27 m
- Bassin versant : 29 660 km2
- Altitude : 3 266 m, ce qui en fait l'un des plus hauts lacs en Chine et du monde

## Histoire

### Histoire géologique
L'histoire tectonique, paléoclimatique et géologiques du lac sont en cours d'étude. Les données écologiques manquent, mais des travaux seraient en cours (études des sédiments pour comprendre les paléoclimats).
Le fond du lac est traversé sur toute sa longueur par cinq lignes de failles d'orientation nord-ouest sud-est.

### De la préhistoire au début duXXesiècle

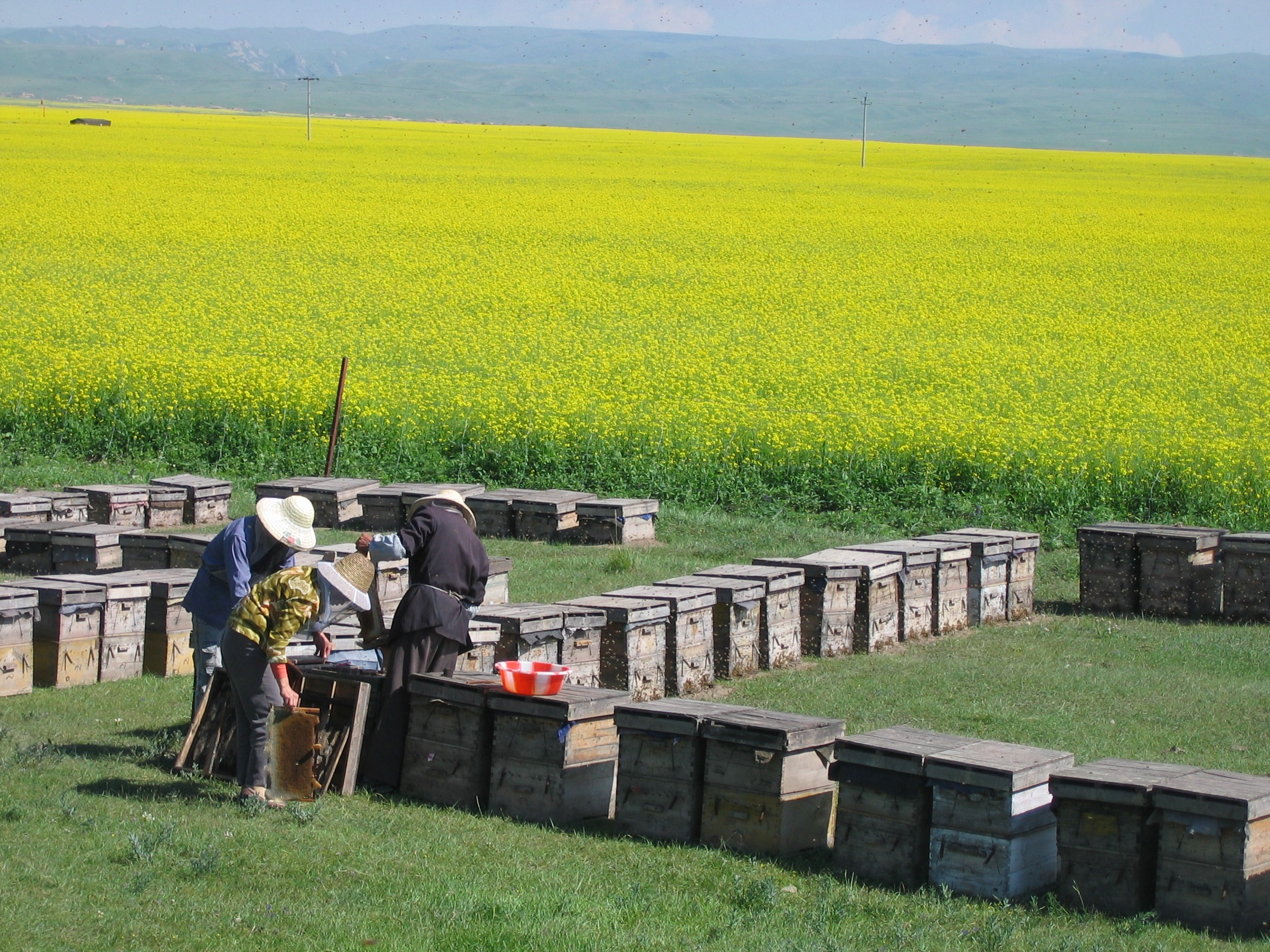
Apiculteurs au bord du lac Qinghai, en bordure d'un champ de colza

L'histoire ancienne de la région est mal connue. Ce lac est l'un des lacs sacrés aux yeux des Mongols et des Tibétains. L'occupation humaine de la région remonte probablement à la Préhistoire.
Cette région a fait partie du royaume de Tuyuhun (329 – 663), habité par les Xianbei (proto-mongols).
Le 20 février 783, pendant l'empire du Tibet (629 – 877), la Cérémonie d'alliance sino-tibétaine est célébrée à Qingshui. Sous le règne d'empereur Trisong Detsen du Tibet, un traité de paix est négocié entre la Chine et le Tibet donnant au Tibet toutes les terres de la région.
Vers 1640, les Qoshots (mongols oïrats), sous le contrôle de Güshi Khan installent le khanat qoshot autour du lac Qinghai. De là, ils conquièrent le Tibet, Güshi Khan en devint alors le roi. Les khan Qoshots se relaient alors le titre de roi du Tibet jusqu'à l'intervention des Dzoungars, puis de l'empereur de Chine en 1720, lorsque le dalaï-lama est intronisé à Lhassa et devient le représentant du Tibet sous la tutelle des Qing.
Les berges de ce lac d'altitude étaient encore décrites comme totalement sauvages et désertes jusqu'au début du XXe siècle[réf. nécessaire], notamment par Alexandra David-Néel en 1919 (au moment de la pandémie de grippe de 1918-1919). Elles sont aujourd'hui peuplées de paysans et presque partout cultivées ou exploitées pour le pâturage ou le sel, comme en témoignent les images satellite récentes[réf. nécessaire]. Les modifications des pratiques agricoles, en particulier avec le recul de l'herbe au profit des labours, entraînent souvent une forte dégradation des sols.

### Époque contemporaine
Sous la république de Chine (1912-1949), la province est contrôlée depuis Xining par la clique des Ma, famille de musulmans huis, et l'armée Ninghai.
L'histoire récente de la région du lac au XXe siècle[Quand ?] a vu l'installation d'un laogai (camp de travaux forcées) dans ses environs.[réf. nécessaire]
Au début des années 1960, elle a vu également, au nord du lac, la construction, dans le district de Haiyan, dans la préfecture autonome de Haibei, d'un centre de recherche sur les armes nucléaires appelé la « Neuvième Académie », « Cité atomique du Quinghai » ou « Usine 221 », dirigé par Li Jue. C'est là, entre 1958 et 1964, que furent mises au point la première bombe atomique et deux ans plus tard la première bombe à hydrogène, lesquelles furent testées sur le site de Lop Nor au Xinjiang. 
À la fin des années 1970, une usine d'enrichissement d'uranium fut construite sur le site du lac Kokonor, qui en produisait quotidiennement près de 400 kg[réf. nécessaire]. Les Chinois indiquent que 16 armes nucléaires furent mises au point dans cette usine, avant sa fermeture en 1987. 
Selon le gouvernement tibétain en exil, à Drotsang à proximité du lac[Passage problématique], une usine de missiles navals a été construite en 1986 et largement développée en 1995. Les essais s'effectuaient sur le lac Qinghai.
Selon le gouvernement tibétain en exil, en raison du centre de recherche d'armes nucléaires, le lac Qinghai est contaminé par la radioactivité, entraînant des cancers et des malformations à la naissance chez les nomades tibétains de cette région. 
Le 19 juillet 1995, l'agence de presse chinoise Xinhua a fait état de l'existence d'un « dépôt de 20 mètres carrés pour les polluants radioactifs » dans la préfecture autonome tibétaine de Haibei, près des rives du lac Kokonor. 
Aujourd'hui, cette base est déclassifiée et ouverte au public. Fermée en 1987, elle avait été cédée au gouvernement local en 1993. On peut en visiter certaines parties : laboratoire de recherche, salle des commandes, salle de production d'électricité et salle de transmission télégraphique. Un musée a été établi à la base de Xihai. Des hôtels et des restaurants ont été construits dans le bourg,.

## Site religieux

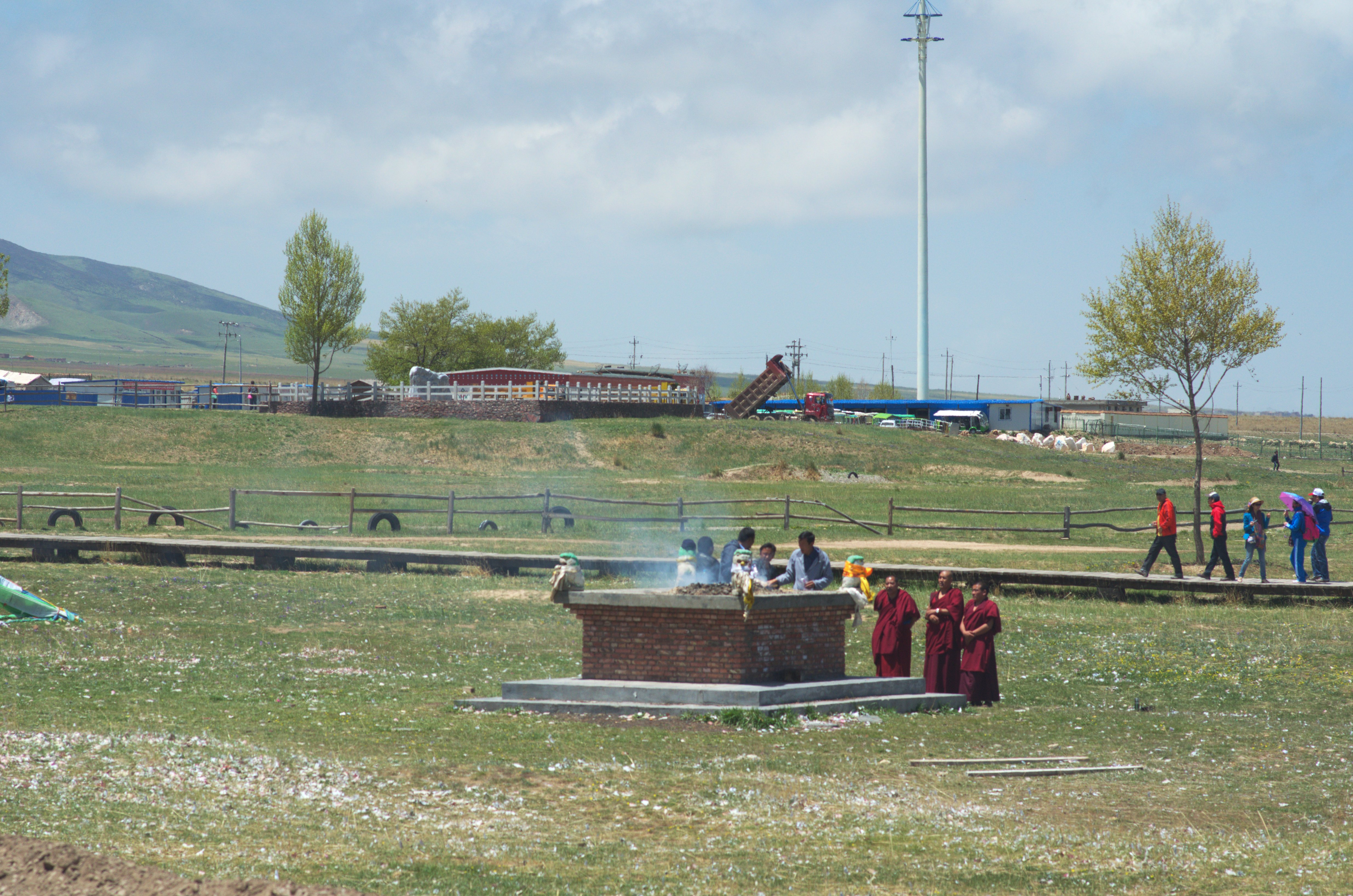
Lamas et fidèles pratiquent un rituel au bord du lac Qinghai en 2013.

C'est le plus grand lac salé du plateau tibétain mais également le plus grand lac de Chine, et comme de nombreux autres lacs sacrés, il est le lieu de pèlerinage de nombreux pèlerins qui en font le tour. Le géographe russe Nikolaï Prjevalski avait estimé que pour faire le tour complet du lac il fallait environ 8 jours à cheval et 15 en marchant, mais des pèlerins avancent des chiffres plus importants : 18 jours à cheval et 23 à pied.
Ce lac est sacré dans les cultures du tengrisme mongol et du bouddhisme tibétain.

Il y a une île à l'ouest du lac, avec un temple et quelques ermitages dénommé « Mahādeva, le cœur du lac » (mTsho snying Ma hā de wa[Quoi ?]) qui était la résidence d'une vingtaine de moines. 
Aucun bateau n'était utilisé pendant l'été. Les eaux du lac étant sacrées, la navigation y était interdite 
 L'île et le temple n'étaient accessibles à pied que pendant l'hiver, lorsque le lac était recouvert de glace. La plupart des moines et des visiteurs venaient de Mongolie. Un nomade a décrit la taille de l'île en utilisant cette métaphore : « Si au matin, une chèvre commençait à brouter le pâturage dans le sens des aiguilles d'une montre, et que ses enfants faisaient de même dans le sens inverse, ils se rencontreraient à la nuit, ce qui montre combien l'île est grande ».
Le lac a donné lieu à plus d'une légende. 
L'origine de cette mer intérieure est attribuée à la colère d'un dieu tibétain qui demeurait très loin de là.  Les habitants de la région lui ayant désobéi, ou même nié son existence, le dieu résolut de les noyer. D'un large trou, l'eau jaillit, recouvrant peu à peu tout le pays. Mais devant leurs pâturages engloutis, les gens s'étaient repentis, et le dieu envoya son aigle le plus puissant, qui laissa tomber au milieu du lac un gros rocher, et boucha le trou néfaste  tout en formant une île 

## Situation hydrologique et écologique

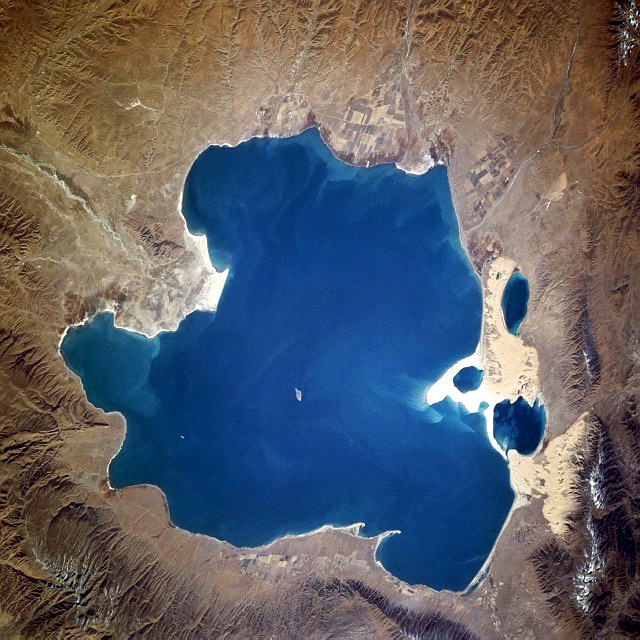
Le lac Qinghai vu de l'espace (Nord à gauche, novembre 1994).

Le lac saumâtre était autrefois très riche en oiseaux migrateurs et il en abrite encore beaucoup. Il était aussi un point important de nourrissage pour de nombreux animaux sauvages et pour les troupeaux nomades d'herbivores (yacks, moutons, chèvres...). Le lac est de plus en plus pollué, notamment par des rejets agricoles et urbains qui viennent s'ajouter à de plausibles importantes séquelles de la recherche et de l'industrie nucléaire militaire chinoise.
De 1959 à 1982, le lac se vide et se salinise, en raison suppose-t-on de la conjonction de plusieurs sécheresses et de l'augmentation de l'irrigation dans la région. Le déficit d'alimentation y aurait été de 10 cm par an, en moyenne.
En 2004, des photos satellites montrent que le lac s'est divisé en deux, en raison de la diminution de sa surface, due à la baisse du niveau d'eau et à la désertification de la région. Le niveau de l'eau aurait baissé de 3,7 mètres sur les 30 dernières années, et la surface du lac aurait perdu 312 km2. Dans les années 1960, 108 rivières se vidaient dans le lac, 85 % d'entre elles se sont taries, et notamment la Buh River, qui était l'une des principales.
Son eau est saumâtre, avec une teneur de 15,2 g/l, et basique, avec un pH de 9,6.
L'alimentation en eau provient principalement par la rivière Baha, venant du nord-ouest.

### Activités économiques
La pêche et la chasse semblent en déclin depuis quarante ans, dans les rivières ou dans le lac et à ses abords, soit que le poisson ait régressé, soit à la suite des rejets de déchets radioactifs dans le lac ou en raison de la salinité.
La rive sud, accessible en bus et distante de 150 km environ de la capitale régionale, est visitée et appréciée par un nombre croissant de touristes, essentiellement chinois, qui viennent brièvement faire une promenade à dos de cheval, de yack ou de chameau sur le rivage, ou visiter une partie du lac en bateau, sans beaucoup enrichir l'économie locale, hormis lors du passage dans l'un des restaurants ou par l'achat de souvenirs ou objets présentés sur des alignements d'étals (colliers, épées ornées). Des enfants et nomades se laissent photographier en costume traditionnel pour un peu d'argent. Le tourisme ornithologique (birdwatching) se développe également via des voyagistes spécialisés.

### Écologie

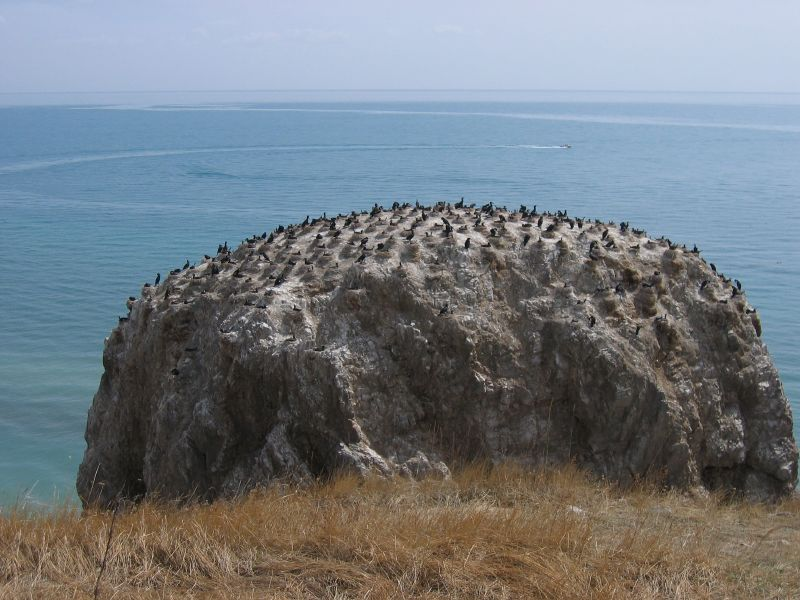
L'« île aux oiseaux » abrite des milliers d'oiseaux.

C'est dans ce secteur aux habitats naturels variés que naissent trois des plus grands fleuves chinois (Yangzi Jiang, Mékong, fleuve Jaune). Ce fait est à l'origine du nom de la réserve naturelle des Sources des trois rivières (三江源, sānjiāng yuán en mandarin) qui, avec ses 316 000 km2 (360 000 km2, selon d'autres sources) est la plus grande réserve naturelle de Chine et la plus haute du monde, culminant à plus de 4 000 m au-dessus de niveau de la mer. En 1999, le gouvernement a lancé un programme de replantation d'herbe et d'arbres en amont des bassins de ces grands fleuves pour y freiner l'érosion. Selon le gouvernement chinois, en 2001, 4 200 hectares de forêt ont été replantés et 387 000 ha de forêt primaire font l'objet de protection contre les incendies ou le déboisement illégal ; 1,2 million d'hectares nécessitent d'être mieux surveillés, la surface boisée étant tombée à 456 158 ha de forêt et 744 572 ha de buissons. 
De nombreux oiseaux nichent au sol sur les berges et plages. Sur le lac même, un îlot dit « île aux oiseaux » s'est formé à la suite de la baisse de niveau. Le lac abrite maintenant des milliers d'oiseaux (oies, laridés, cormorans, etc) et devient une zone réputée d’observation ornithologique. Le lac Qinghai est en effet l’un des principaux sites de reproductions pour l'oie à tête barrée, le goéland ichthyaète ou la mouette du Tibet qui de là partent hiverner dans le sud-est de l'Asie, au Tibet ou en Inde.

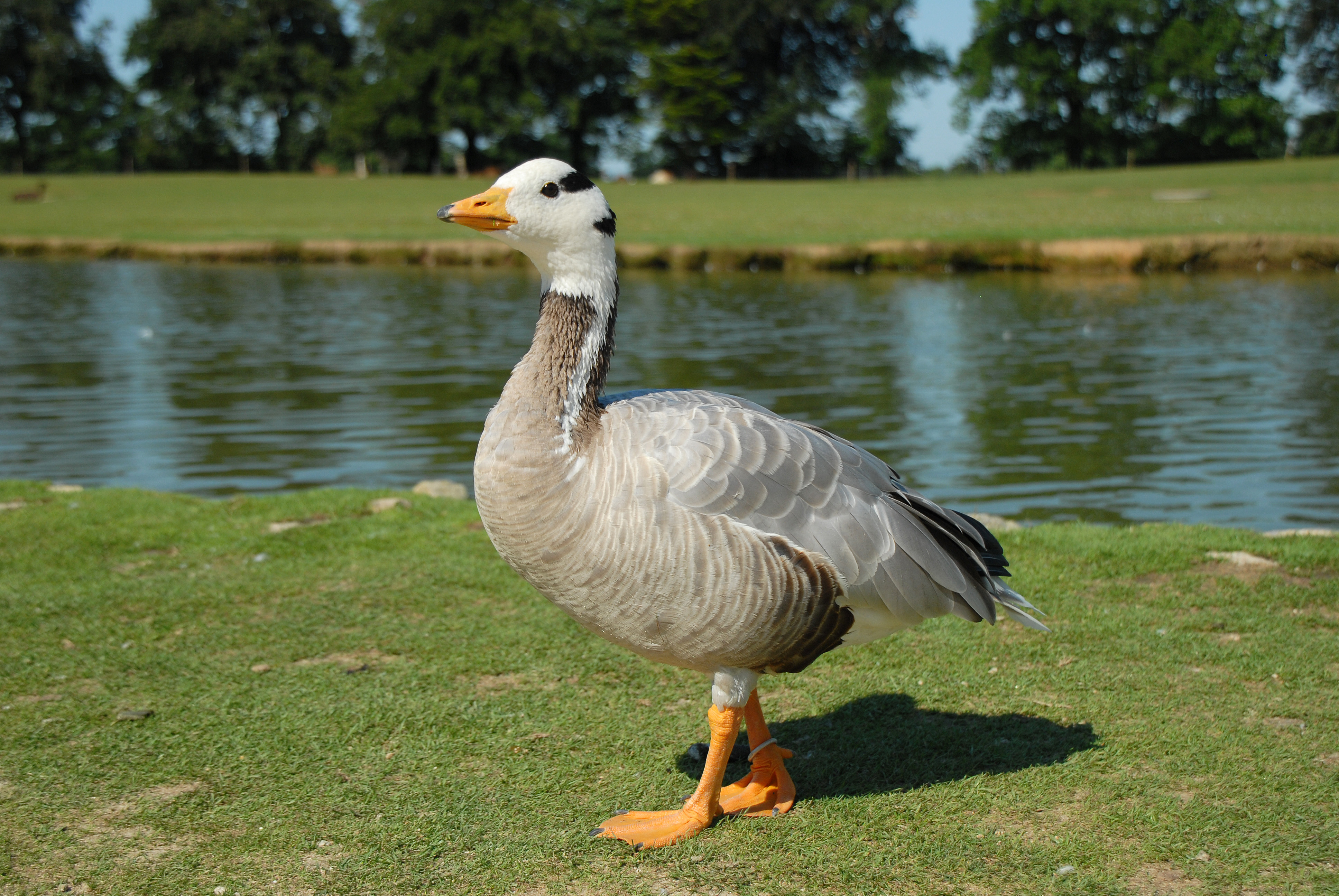
L'oie à tête barrée
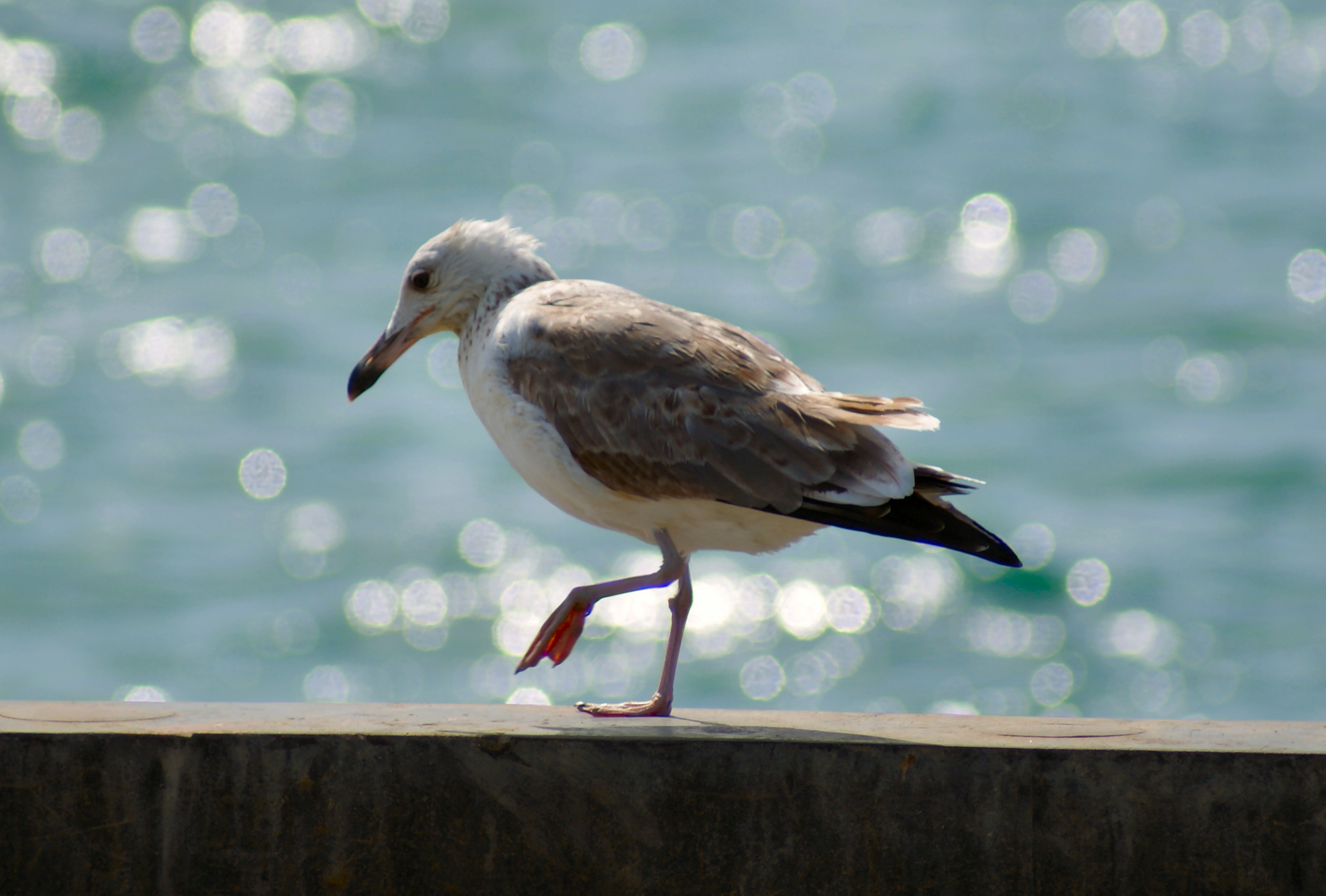
Le goéland ichthyaète
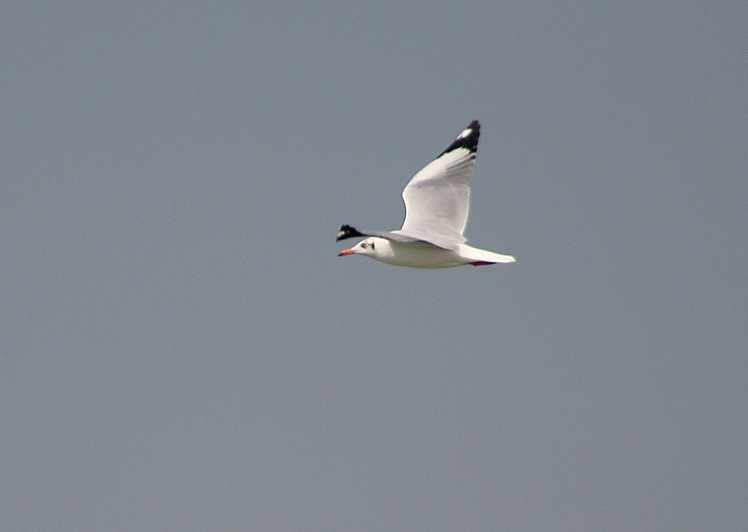
La mouette du Tibet

## Lac et grippe aviaire
C’est sur ce site qu’a été détectée au printemps 2005 la plus forte épizootie mondiale due au virus H5N1 de la grippe aviaire chez des oiseaux sauvages. Cinq à dix pour cent de la population mondiale d'oies à tête barrée (Anser indicus) auraient alors péri sur le lac Qinghai. 
Les tests faits sur des poulets et des souris ont montré que le virus de Qinghai était plus virulent que les autres souches connues en 2005 : l'ordonnancement d'acide aminé en motif PQGERRRKKRGLF est conforme à la pathogénicité élevée et semblable à celui des virus découvert à Novossibirsk (Russie), en Turquie et en Roumanie en 2005. Il a semblé être à l’origine des virus hautement pathogènes trouvés en 2006 en Russie, Mongolie, au Kazakhstan, en Europe, au Moyen-Orient et en Afrique.

### Historique
Dès mai 2005, des mortalités importantes d'oiseaux étaient signalées sur le lac. Le public n'en a connaissance qu'après le 20 mai 2005.
En juin 2005, plus de mille oiseaux sont annoncés comme morts de la grippe dans la réserve naturelle du lac Qinghai. On évoque ensuite six mille oiseaux morts en deux ou trois mois sur le même site (AFP Pékin).
Les oies à tête barrée, les mouettes du Tibet, et les goélands ichtyaètes selon le Dr Liu Jinhua (collège de médecine vétérinaire de Pékin) semblent les plus affectés. Lors des tests en laboratoire, les poulets auxquels le virus a été inoculé sont morts au bout de vingt heures et les souris au bout de trois jours, précise le Wenhuibao. 
Puis une deuxième infection fut découverte dans la ville de Tacheng située sur la frontière avec le Kazakhstan à mille six cents kilomètre à l'est du lac avec plus de mille oies domestiques touchées dont quatre cent soixante sont mortes. Ces oiseaux quittent habituellement le lac Qinghai fin juillet et en août, pour le sud et le sud-ouest, notamment Thaïlande, Inde et Pakistan, mais leurs routes migratoires sont mal connues. 
Un site Internet chinois (Boxun) et le système d'alerte médicale Internet Pro-MED évoquent deux cents personnes infectées et cent vingt-et-une mortes (ce sont ces deux mêmes sources qui avaient annoncé l'apparition du SRAS en 2003 alors que les autorités chinoises niaient l’existence d’une épidémie).
Mardi 28 juin 2005, l'OMS met en garde la Chine contre les risques de propagation du virus lorsque les mouettes et les oies sauvages de l'ouest du pays migreront vers le sud l'été 2005 (pour gagner notamment l'Inde et le Pakistan). L'OMS demande que la Chine fasse plus de tests et annonce que le nombre des oiseaux sauvages atteints dans la province de Qinghai est beaucoup plus important qu'annoncé les 21 et 27 mai 2005.
Vendredi 1er juillet 2005, le ministère chinois de l'agriculture reconnaît que la grippe aviaire est réapparue dans la province de Qinghai début mai 2005. L'épizootie est selon lui sous contrôle. Le nombre oiseaux migrateurs morts (six mille au total) ne serait plus que de vingt par jour depuis le 8 juin 2005.
Liu Jinhua (Jinhua Liu et al., revue Science, juillet 2005) estime que ce virus a des caractéristiques en faisant un candidat pour une pandémie, s'il s'humanisait. Quinze animaux (poulets et souris) sur seize testés sont morts en moins de trois jours après exposition au virus.
Lundi 1er mai 2006 : après le dégel du lac, et un an après le premier épisode de mortalité (1er mai 2006), un communiqué discret annonce qu'une oie à tête barrée serait morte dans un village du district de Gangcha de la province de Qinghai. Le virus H5N1 est confirmé par le ministère de l'agriculture chinois et le bureau provincial d'administration vétérinaire. D'autres oiseaux morts ont été trouvés dans la zone qui a été désinfectée. La surveillance des migrateurs est renforcée dans cette région. 
Vendredi 26 mai 2006 : selon les analyses, les 400 oiseaux migrateurs morts dans la préfecture de Nagchu (au Tibet), très riche en lacs accueillant des oiseaux migrateurs, et dans la préfecture autonome tibétaine de Golog (province de Qinghai) étaient bien porteurs du virus H5N1. Ces deux zones sont sur le trajet migratoire aviaire passant par le district de Yushu (province de Qinghai, Amdo en tibétain), où plus d'une centaine d'oiseaux sauvages avaient été trouvés morts début mai 2006. C’est un des couloirs de migration qui relient l'Inde à la zone du lac Qinghai touchée par la plus importante mortalité d’oiseaux sauvages par le H5N1 depuis 1995. Les autorités se veulent rassurantes en précisant que ces zones d’altitude sont peu peuplées et n’abritent pas de volailles, qu'elles ont désinfecté les sites concernés et que la surveillance des oiseaux y a été renforcée.

### Les oiseaux sont-ils vecteurs du H5N1? Le virus a-t-il muté?
L’épizootie à H5N1 du lac Qinghai a été au cœur de ces questions. L'hypothèse selon laquelle les oiseaux migrateurs étaient les principaux vecteurs du H5N1 a d'abord été soutenue par le Dr Webster. L'étude phylogénétique du Dr Yi Guan de l'Université de Hong-Kong a cependant montré que la transmission fut consécutive à une infection venant d’élevages industriels de volaille chinois. 
Des ornithologues, dont Martin Williams de Hong Kong ont, dès 2005, dénoncé la théorie de la responsabilité première des oiseaux migrateurs : les oiseaux morts au lac Qinghai en Chine étaient suspectés d’être à l’origine des cas en Russie et en Mongolie. Or, les dates de propagation de l’épidémie correspondaient à une période de sédentarité pour les oies et les premiers foyers sibériens et situés en Russie de l'ouest sont curieusement tous situés le long du Transsibérien puis d'une voie ferrée qui descend de Moscou vers le sud. Ceci suggère un transport du virus par l'homme, hypothèse citée par d'autres auteurs (Wetlands International) puis par l'AFSSA en France, mais semble-t-il sans avoir été testée ni approfondie en 2005-2006.
L'épizootie à H5N1 de Qinghai en mai 2005, qui a principalement impliqué les oies à tête barrée, s'est déclarée près de sites où la FAO aurait aidé à établir une exploitation de pisciculture intégrée au début des années 1990 selon certaines ONG. Des ONG (dont Birdlife international) ont fait remarquer que le lac Qinghai est aussi une des zones où la FAO a promu l'utilisation directe de fientes de poule ou lisier de porc, pour enrichir l’eau de zones piscicoles, or ces excréments, s'ils ne sont pas bio-sécurisés par désinfection, compostage ou méthanisation, sont susceptibles de contenir et de conserver le H5N1 durant plusieurs mois (des excréments humains non bio-sécurisés sont aussi couramment utilisés comme engrais piscicoles, pour des carpes, tilapias, etc., ou dans les rizières en Asie et dans d'autres régions du monde). Ainsi, les virus de grippe A HP (hautement pathogène) semble pouvoir ainsi être facilement et rapidement dispersés dans l'environnement aquatique. Si, en 2003, on manquait de données scientifiques sur la présence du H5N1 dans le tube digestif et les excréments, des études récentes sur l'animal (notamment les mammifères) et l'homme ont montré que les excréments pouvaient contenir des charges virales très importantes. Certaines piscicultures et rizières pourraient ainsi constituer de nouveaux réservoirs de virus.
Par ailleurs, le journal Nature révèle en mai 2006 qu’un élevage situé très près du lac a développé un programme expérimental associant oiseaux domestiques et oiseaux sauvages, visant la reproduction d'oies pour reconstituer les populations sauvages décimées par la chasse et les modifications de leur habitat. 
Les ONG environnementales relèvent qu'un rapport 2003 sur les systèmes intégrés de pisciculture indiquait : « Récemment, le bétail et les poissons ont été impliqués dans l'occurrence irrégulière des pandémies de grippe ; les impacts globaux sur la santé publique de cette technique d'intégration sont énormes. »
Ce rapport inclut une référence à un article édité dans Nature en 1988 par Christoph Scholtissek de l'université de Giessen en Allemagne et Ernest Naylor de l'université de Bangor au pays de Galles, traitant du risque de pandémies grippales liées aux piscicultures. Il a indiqué que de la promiscuité entre des exploitations piscicoles et d’animaux d'élevage « peut jaillir la création d'un risque sanitaire humain considérable ».

## Culture
En 2008, le poète tibétain Chenaktsang Dorje Tsering réalisa le documentaire Kokonor, un lac en sursis .